# Wolf Littmann
Wolf Littmann (* 18. August 1926 in Erfurt, Thüringen; † 13. März 2000 in München) war ein deutscher Journalist und Publizist.

## Leben
Wolf Littmann wuchs als Sohn eines Zahnarztes in Bernburg auf, wo er auch das Abitur erwarb. Danach studierte er Theaterwissenschaft an der Martin-Luther-Universität in Halle-Wittenberg. Bereits während des Studiums wurde er auch journalistisch tätig und arbeitete als Urlaubsvertreter für den Jugendfunk des Landessenders Halle.
Wolf Littmann begann dann am 1. Dezember 1948 als festangestellter Reporter auf einer Insel inmitten der Saale, in einer Redaktionsbaracke des Mitteldeutschen Rundfunks, Landessender Halle. Nach einem halben Jahr bereits war er Leiter des Zeitfunks, in dessen abendlichem 30-Minuten-Programm über Land und Leute zwischen Magdeburg und Weimar, Quedlinburg und Cottbus, berichtet wurde. Zunehmende Schwierigkeiten mit den SED-Oberen zwangen Wolf Littmann in der Nacht zum 1. April 1950 zur Flucht nach West-Berlin.
Während er dort für das Studio des NWDR arbeitete, brachte ihm der Mann seiner früheren Sekretärin aus Halle, „Giftschrank-Tonbänder“, d. h. Aufnahmen, die über den von der SED kontrollierten Mitteldeutschen Rundfunk, nicht ausgestrahlt werden durften, ins „Exil“. Mit diesen Bändern gestaltete Littmann seine ersten größeren Sendungen in Berlin, z. B. „Aufstand in Magdeburg“, eine Dokumentation mit Originalaufnahmen einer tätlichen Auseinandersetzung zwischen Arbeitern der Grusonwerke und der Volkspolizei. Amerikanische Dienststellen rieten Wolf Littman nach einigen Monaten, die Frontstadt Berlin zu verlassen, da sie für seine Sicherheit nicht mehr garantieren konnten. Er wählte als neuen Aufenthaltsort eine Kleinstadt an der deutsch-schweizerischen Grenze. Von dort aus knüpfte er seine Verbindungen ins Elsass, in die Eidgenossenschaft, nach Südfrankreich und Italien.
Interviews mit Albert Schweitzer, Thomas Mann, Hermann Hesse, Annette Kolb, Friedrich Dürrenmatt, Edzard Reuter, Werner Bergengruen u. a., sicherten Wolf Littmann eine ständige Mitarbeit als Auslandskorrespondent für den 1953 gegründeten Sender Freies Berlin und dem Bayerischen Rundfunk. Eine Reise nach Israel brachte Reportagen, die von fast allen ARD-Anstalten in ihren Hörfunkprogrammen übernommen wurden. Mittlerweile hatte Littman für den Sender Freies Berlin seinen festen Wohnsitz in Bern bezogen, von wo er aus ständig für die Hörer in Deutschland berichtete.
Aufgrund einer Wette ging Wolf Littmann 1957 für ein Jahr als Zeitfunkredakteur zum Hessischen Rundfunk nach Frankfurt am Main. Zwölf Monate später in die Schweiz zurückgekehrt, bekam Littmann seinen ersten Kontakt zum Südwestfunk (SWF). Während einer internationalen Konferenz in Genf bat ihn der damalige Südwestfunk-Hauptabteilungsleiter Wolfgang Brobeil, von Basel aus für die SWF-Abendschau zu berichten. Wenig später erhielt Littmann die ersten Aufträge für Fernsehdokumentationen im Abendprogramm der ARD. Für diese Dokumentationen wurden Wolf Littmann und sein Kameramann Erich Bottlinger beim Internationalen Fernsehwettbewerb 1965 mit den drei ersten Preisen ausgezeichnet.
Günter Gaus übernahm Littmann in die Report-Mannschaft des SWF. Die ersten Report-Sendungen des Südwestfunks am 25. April 1966 enthielten neben einem Interview mit dem damaligen Minister für Gesamtdeutsche Fragen Erich Mende, einen 20-Minuten-Film über die Deutsche Demokratische Republik. Dem damaligen Leiter der Zeitfunkredaktion war es als erstem ARD-Mitarbeiter gelungen, ohne wesentliche Schwierigkeiten, zusammen mit dem Kameramann Peter Wendt, im anderen Teil Deutschlands einen Film für den Südwestfunk zu machen. Danach erstellte Littmann 1967 eine Dokumentation in Israel zu den Themen „Frauen in Israel“ und die Urbarmachung der Wüste Negev. Während der Dreharbeiten brach der Sechstagekrieg aus, über den er für die ARD berichtete.
Sein Bericht über den Biafra-Krieg war Littmanns letzter Bericht für die Reportredaktion. Danach übernahm er die Moderation der Sendung „International 3“ im 3. Programm. Im Juni 1969 bis 1982 wurde Wolf Littmann mit der Leitung der Sendung Das Rasthaus, später „ARD-Ratgeber: Auto und Verkehr“, betraut. Für seine journalistischen Leistungen auf diesem Gebiet erhielt er 1970, 1972, 1976, und 1978 den Autoren-Preis der Christopherus Stiftung.
Ab Januar 1983 wurde er Sonderkorrespondent der Hauptabteilung Information des SWF-Fernsehens. In den 1980er Jahren verfasste er mehrere Bücher über Themen aus seiner journalistischen Erfahrung. Von 1984 bis 1987 war er als Korrespondent für den SWR in Zürich tätig. Im November 1987 trat er in den Ruhestand und arbeitete freiberuflich für Schweizer Zeitschriften und den Mitteldeutschen Rundfunk, Landeshaus Thüringen, Studio Gera.
Bis zu seinem Tod im März 2000 lebte er in München. Er war zeitweise mit der Schweizer Schauspielerin Grazita Hettinger verheiratet. Aus der Ehe stammt der gemeinsame Sohn Klaus Littmann.

## Auszeichnungen
- Preis der Internationalen Jury beim Internationalen Fernseh-Wettbewerb 1965 in Berlin für die Dokumentation – Mensch unter Menschen – Die Hoffnung der Juden auf ein besseres Deutschland
- Christophorus Preis, 1970, 1972, 1976, und 1978
- Silbernes Ehrenzeichen der Deutschen Verkehrswacht, 1978 gestiftet vom Präsidenten der Bundesrepublik Deutschland
- Preis des Komitees Sicherheit für das Kind, 1979
- Bundesverdienstkreuz am Bande, 1980
- Goldenes Herz der Aktion – Ein Herz für Kinder – 1981 verliehen vom Deutschen Verkehrssicherheitsrat
- Ampel in Bronze der – Prevention Routiere International – 1981
- Ehrenbürgerschaft von Baton Rouge, USA
- Goldenes Ehrenzeichen der Deutschen Verkehrswacht, 1984

## Fernsehproduktionen für die ARD
- Mensch unter Menschen
- Emigrant, Patriot oder Verräter
- Deutschland, ein Wintermärchen
- Deutschlands Diplomatischer Dienst
- Die Moldau
- Ein Wochenende in Prag
- In drei Monaten perfekt
- Die Mila-Gass`n in Warschau
- Fern der Heimat im Exil
- Frauen in Ghana
- Frauen in Israel
- Eine Wüste wird fruchtbares Land
- Heinz Galinski
- Ein Leben für Jerusalem
- Die Königin von Indien
- Vertrieben ohne Hoffnung
- Der Hecht im Karpfenteich
- Auf der Suche nach Peter Hora
- Lieber bö`s als fad
- Der Pfarrer von Tamins
- Zwischen Basel und Lugano
- Auf der Suche nach der Kindheit
- Die Jüdische Landesgemeinde in Thüringen

## Schriften
- Ton ab – Kamera läuft, Hestia Verlag, Bayreuth 1984. ISBN 3-7770-0281-X
- Hinter den Kulissen zwischen den Zeilen, unvergessene Begegnungen mit Literaten, Künstlern und Philosophen, Fouque` Literaturverlag 1999. ISBN 3-8267-4338-5
- Jahrbuch für den Kraftfahrer, Bleicher Verlag, Stuttgart 1971. ISBN 3-921097-04-5
- Tipps für Autofahrer, Bleicher Verlag, Stuttgart 1973, 1977, 1978. ISBN 3-921097-04-5
- Mord am Mittag, Der Fall Samek Witos, Bleicher Verlag 2000. ISBN 3-88350-745-8